# Cantonul Andrésy
Cantonul Andrésy este un canton din arondismentul Saint-Germain-en-Laye, departamentul Yvelines, regiunea Île-de-France , Franța.

## Comune
- Andrésy (reședință)
- Chanteloup-les-Vignes
- Maurecourt